# Britannia (personifikacja)

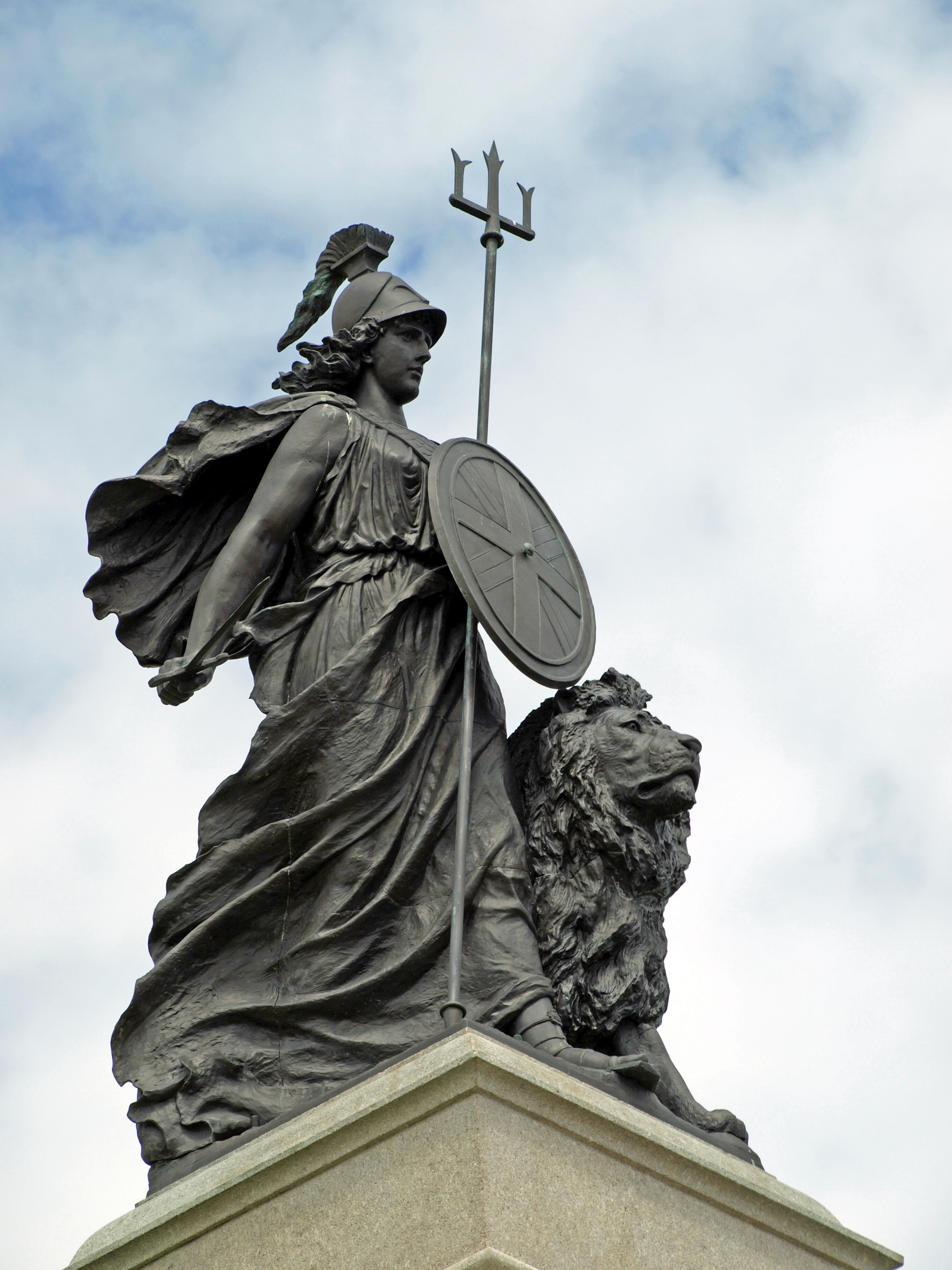
Posąg przedstawiający Britannię, część pomnika upamiętniającego zwycięstwo angielskie nad hiszpańską Wielką Armadą w Plymouth

Britannia – personifikacja narodowa Wielkiej Brytanii, postać kobieca zazwyczaj przedstawiana z hełmem na głowie, trzymająca trójząb i tarczę w barwach flagi brytyjskiej, często w pozycji siedzącej.
Wizerunek Britannii powstał w czasach rzymskiej okupacji Wielkiej Brytanii (II wiek), pojawiał się m.in. na bitych przez Rzymian monetach. Nazwa „Britannia” pochodzi od łacińskiej nazwy wyspy (Britannia). Wskrzeszony w XVII wieku, w okresie panowania Karola II, wykorzystany został m.in. na medalach upamiętniających traktat pokojowy w Bredzie (1667) oraz monetach miedzianych z 1672 roku.
Pierwotnie atrybutem Britannii była włócznia; od 1797 roku jej miejsce zajął trójząb, symbolizujący panowanie nad morzem. Hełm stał się atrybutem Britannii w 1825 roku.